# Gary Hudson
Gary Hudson (Newport News, 26 maart 1956) is een Amerikaans acteur, filmproducent en filmregisseur.

## Biografie
Hudson werd geboren in Newport News waar hij ook afstudeerde aan de Christopher Newport University. In 1977 vertrok hij voor zijn acteercarrière naar Los Angeles. De laatste veertien jaar verdeelt hij zijn leven over de Verenigde Staten en Canada en naast het acteren geeft hij ook acteerles in deze landen.
Hudson begon in 1979 met acteren in de film Skatetown, U.S.A., waarna hij in meer dan 130 films en televisieseries speelde.

## Filmografie

### Films
Selectie:
- 2018 Fifty Shades Freed - als ex-man van Elena
- 2007 Resident Evil: Extinction - als kapitein Umbrella
- 2007 Battle in Seattle - als inspecteur
- 2005 Two for the Money - als vader van Brandon
- 2004 She's Too Young - als Bill Vogul
- 1997 The Dukes of Hazzard: Reunion! - als Riker
- 1989 Road House - als Steve

### Televisieseries
Selectie:
- 2009 Wild Roses - als David McGregor - 13 afl.
- 2004 Smallville - als FBI agent Frank Loder - 4 afl.
- 2001 Paradise Falls - als Brick Madison - 19 afl.
- 1999 L.A. Heat - als Bobby Cole - 5 afl.
- 1998-1999 Air America - als Henry Stanley - 5 afl.
- 1994 The Adventures of Brisco County Jr. - als sheriff Aaron Viva - 3 afl.
- 1987 Dynasty - als Skip Maitland - 3 afl.
- 1982 Romance Theatre - als ?? - 5 afl.

### Computerspellen
- 2018 Fallout 76 - als George Putnam
- 2018 Red Dead Redemption 2 - als lokale bevolking

### Filmproducent
- 1996 Cheyenne - film
- 1996 Hungry for You - film
- 1993 Sexual Intent - film
- 1984 Lovelines - film
- 1983 Highway Honeys - film

### Filmregisseur
- 1996 Club V.R. - film
- 1986 Thunder Run - film

- Bibsys: 11041026
- Catàleg d'autoritats de noms i títols de Catalunya: 981058522362306706
- International Standard Name Identifier: 0000 0001 1951 1757
- Library of Congress Control Number: n2006091347
- Nationale Bibliotheek van Tsjechië: mub20221137644
- Nationale Bibliotheek van Israël: 987007441254705171
- Virtual International Authority File: 75892666
- WorldCat: E39PBJdWMPxr8jBqHjTXTCfXh3